# Го Веньцзюнь
Го Веньцзюнь  (кит. 郭文珺, пін. Guō Wénjùn, нар. 22 червня 1984, Сіань, Шеньсі) — китайська спортсменка, стрілець, олімпійська чемпіонка.

## Виступи на Олімпіадах
| Олімпіада           | Дисципліна                  | Місце |
| ------------------- | --------------------------- | ----- |
| Пекін 2008          | пневматичний пістолет, 10 м | 1     |
| Лондон 2012         | пневматичний пістолет, 10 м | 1     |
| Ріо-де-Жанейро 2016 | пневматичний пістолет, 10 м | 30    |